# سیلویا گروچانا
سیلویا گروچانا (انگلیسی: Sylwia Gruchała؛ زادهٔ ۶ نوامبر ۱۹۸۱) ورزشکار شمشیربازی اهل لهستان است.
وی در مسابقات کشوری و بین‌المللی در مجموع برندهٔ ۱ مدال نقره، ۱ مدال برنز شده‌است.